# 肯特县 (特拉华州)
肯特县（英語：Kent County）是位于美国特拉华州中部的一个县，東鄰新泽西州，西鄰马里兰州，面積2,072平方公里，根据美国人口普查局2020年统计，共有人口18萬1,851人；其中白人約占73.49%、非裔美国人占20.66%、亞裔美國人占1.69%。該縣成立於1683年，县治多佛也是州的首府。